# Pléneuf-Val-André
Pléneuf-Val-André is een gemeente in het Franse departement Côtes-d'Armor, in de regio Bretagne. De plaats maakt deel uit van het arrondissement Saint-Brieuc en ligt tussen de baai van Saint-Brieuc en de Côte d'Émeraude, of Smaragdkust. Het zandstrand in 2,5 km lang. Pléneuf-Val-André telde op 1 januari 2022 4.094 inwoners.
In 1822 kocht de firma Cotard land bij de punt van Pléneuf en begon daar huizen te bouwen. Dit trok de bourgeoisie en er kwam een jachthaven.

## Bezienswaardig
- de haven, actief sinds de 14de eeuw. Vanaf deze kades voeren zeelieden al in 1509 naar Newfoundland.
- Bienassis: een kasteel waarvan de toren in de 15e eeuw werd gebouwd, de rest 200 jaar later. Goed onderhouden kasteel, stallen en tuin. Opengesteld in de zomermaanden.
- Hunaudaye: een kasteel waarvan het oudste deel in 1220 werd gebouwd. Het werd verwoest in 1340, en na afloop van de Honderdjarige Oorlog in de 15de eeuw herbouwd.
- La Latte, een kasteel uit de 14de eeuw dat in de 17de eeuw werd uitgebreid tot fort.
- Saint-Pierre-Saint-Paul de Pléneuf, romaans-gotische kerk uit 1889
- Chapelle du Val-André, een kerk uit 1899
- Chapelle Saint-Mathurin, een kerkje uit 1753

## Golf
Sinds 2004 wordt op de Golf Blue Green de Pléneuf Val André het Allianz Open Côtes d'Armor Bretagne gespeeld, sinds 2007 maakt het toernooi deel uit van de Europese Challenge Tour.

## Geografie
De oppervlakte van Pléneuf-Val-André bedroeg op 1 januari 2022 17,07 vierkante kilometer; de bevolkingsdichtheid was toen 239,8 inwoners per km².
De onderstaande kaart toont de ligging van Pléneuf-Val-André met de belangrijkste infrastructuur en aangrenzende gemeenten.

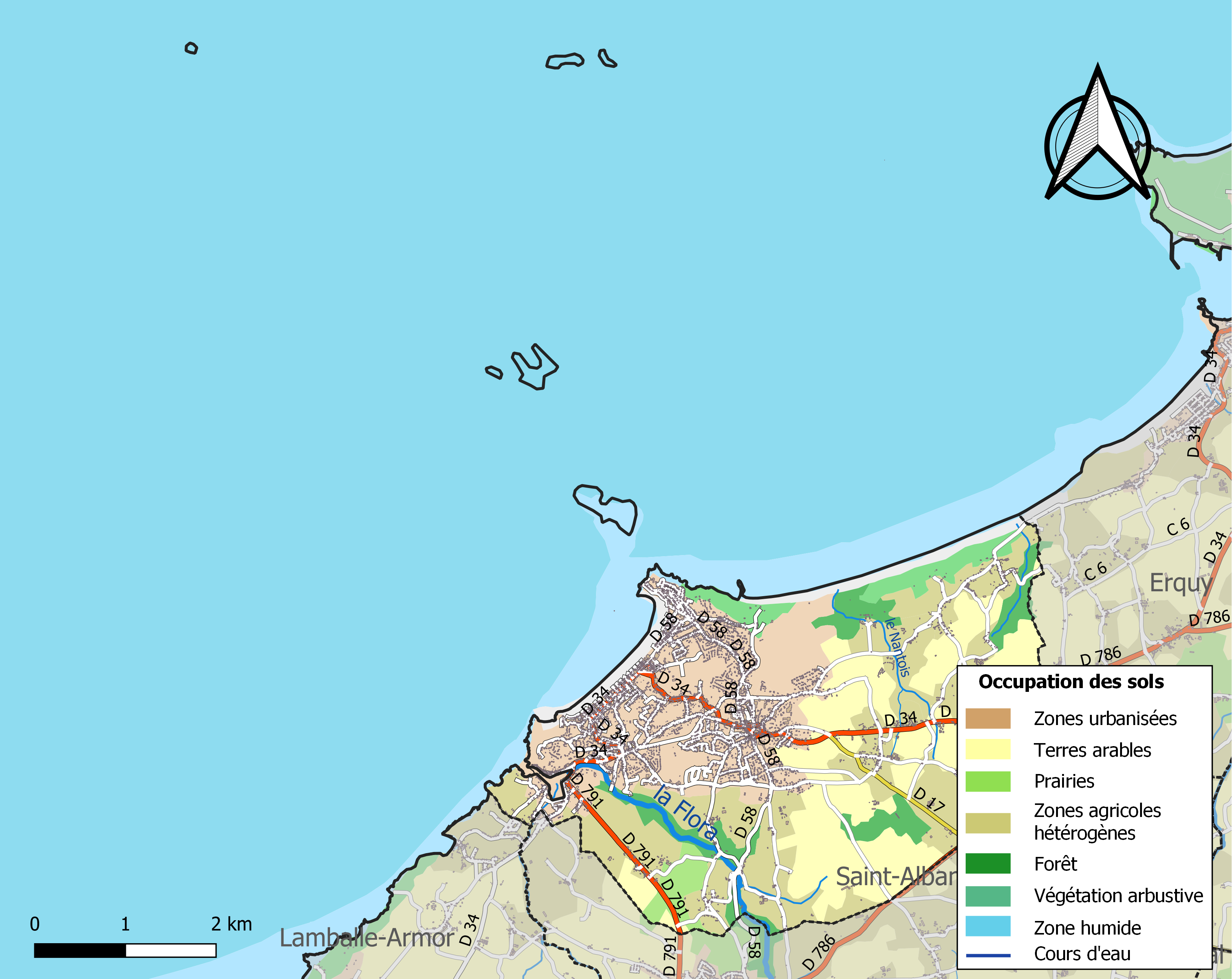

## Demografie
Onderstaande figuur toont het verloop van het inwonertal (bron: INSEE-tellingen).

1. 1 2  Populations de référence 2022.